# Фторид таллия(I)
Фторид таллия(I) — бинарное неорганическое соединение, соль металла таллия и плавиковой кислоты с формулой TlF, бесцветные кристаллы, хорошо растворимые в воде. Очень ядовит.

## Получение
- Действием плавиковой кислоты на оксид, гидроксид или карбонат таллия(I):

{\displaystyle {\mathsf {Tl_{2}O+2HF\ {\xrightarrow {}}\ 2TlF+H_{2}O}}}
{\displaystyle {\mathsf {TlOH+HF\ {\xrightarrow {}}\ TlF+H_{2}O}}}
{\displaystyle {\mathsf {Tl_{2}CO_{3}+2HF\ {\xrightarrow {}}\ 2TlF+CO_{2}\uparrow +H_{2}O}}}

## Физические свойства
Фторид таллия(I) образует бесцветные кристаллы ромбической сингонии, пространственная группа P mmm, параметры ячейки a = 0,5506 нм, b = 0,6092 нм, c = 0,5190 нм, Z = 4.
При 83 °С переходит в тетрагональную фазу.
Хорошо растворяется в воде и плохо в спирте.
Из водного раствора с избытком плавиковой кислоты выпадают кристаллы кислого фторида таллия TlH2F3 · 0.5H2O.

## Химические свойства
- Разлагается концентрированной серной кислотой:

{\displaystyle {\mathsf {TlF+H_{2}SO_{4}\ {\xrightarrow {100^{o}C}}\ TlHSO_{4}+HF\uparrow }}}
- Восстанавливается при нагревании водородом:

{\displaystyle {\mathsf {2TlF+H_{2}\ {\xrightarrow {650^{o}C}}\ 2Tl+2HF}}}